# Leo Sterckx
Leo Sterckx (Hulshout, 16 de julio de 1936-Hulshout, 4 de marzo de 2023) fue un deportista belga que compitió en ciclismo en la modalidad de pista, especialista en la prueba de velocidad individual.
Participó en los Juegos Olímpicos de Roma 1960, obteniendo una medalla de plata en la prueba de velocidad individual. Ganó una medalla de plata en el Campeonato Mundial de Ciclismo en Pista de 1960, en la misma disciplina.

## Medallero internacional
| Juegos Olímpicos   | Juegos Olímpicos | Juegos Olímpicos | Juegos Olímpicos         |
| Año                | Lugar            | Medalla          | Competición              |
| ------------------ | ---------------- | ---------------- | ------------------------ |
| 1960               | Roma (Italia)    | Medalla de plata | Velocidad individual     |
| Campeonato Mundial |                  |                  |                          |
| Año                | Lugar            | Medalla          | Competición              |
| 1960               | Leipzig (RDA)    | Medalla de plata | Velocidad individual (A) |